# 异序紫云菜
异序紫云菜（学名：Strobilanthes heteroclita）为爵床科紫云菜属的植物，是中国的特有植物。分布在中国大陆的广西等地，生长于海拔170米的地区，一般生于石灰岩山密林中，目前尚未由人工引种栽培。

## 别名
异序马蓝（广西植物志）